# Ashland (Montana)
Ashland es un lugar designado por el censo ubicado en el condado de Rosebud en el estado estadounidense de Montana. En el Censo de 2010 tenía una población de 824 habitantes y una densidad poblacional de 15,39 personas por km².

## Geografía
Ashland se encuentra ubicado en las coordenadas 45°35′52″N 106°17′51″O / 45.59778, -106.29750. Según la Oficina del Censo de los Estados Unidos, Ashland tiene una superficie total de 53.54 km², de la cual 53.54 km² corresponden a tierra firme y (0%) 0 km² es agua.

## Demografía
Según el censo de 2010, había 824 personas residiendo en Ashland. La densidad de población era de 15,39 hab./km². De los 824 habitantes, Ashland estaba compuesto por el 29.37% blancos, el 0.49% eran afroamericanos, el 65.41% eran amerindios, el 0.85% eran asiáticos, el 0% eran isleños del Pacífico, el 0.61% eran de otras razas y el 3.28% pertenecían a dos o más razas. Del total de la población el 5.95% eran hispanos o latinos de cualquier raza.